# Безперервне моделювання
Безперервне моделювання відноситься до комп'ютерної моделі фізичної системи, яка безперервно відстежує реакцію системи відповідно до набору рівнянь, зазвичай пов'язаних з диференціальними рівняннями.

## Історія
Слід зазначити, що один з перших випадків використання безперервного моделювання на комп'ютері був здійснений на Eniac в 1946 році. Безперервне моделювання дозволяє прогнозувати
- ракетні траєкторії,
- динаміку водневої бомби (нотабене це перше використання на Eniac),
- електричну схему моделювання[3],
- робототехніку[4].

Засноване в 1952 році, Міжнародне Товариство Моделювання та Симуляції (SCS) є некомерційним, добровільним товариством, за ініціативою якого просувається моделювання та симуляція вирішення проблем сьогодення. Їх перша публікація припустила, що флот витрачав забагато грошей через безрезультатні випробування ракет, але Рада аналогового комп'ютера змогла надати більш повну інформацію за допомогою моделювання польотів. З того часу безперервне моделювання стало неоціненним у військових і приватних випробуваннях зі складними системами. Без нього був би неможливий політ Аполлона на місяць.

## Дисоціація

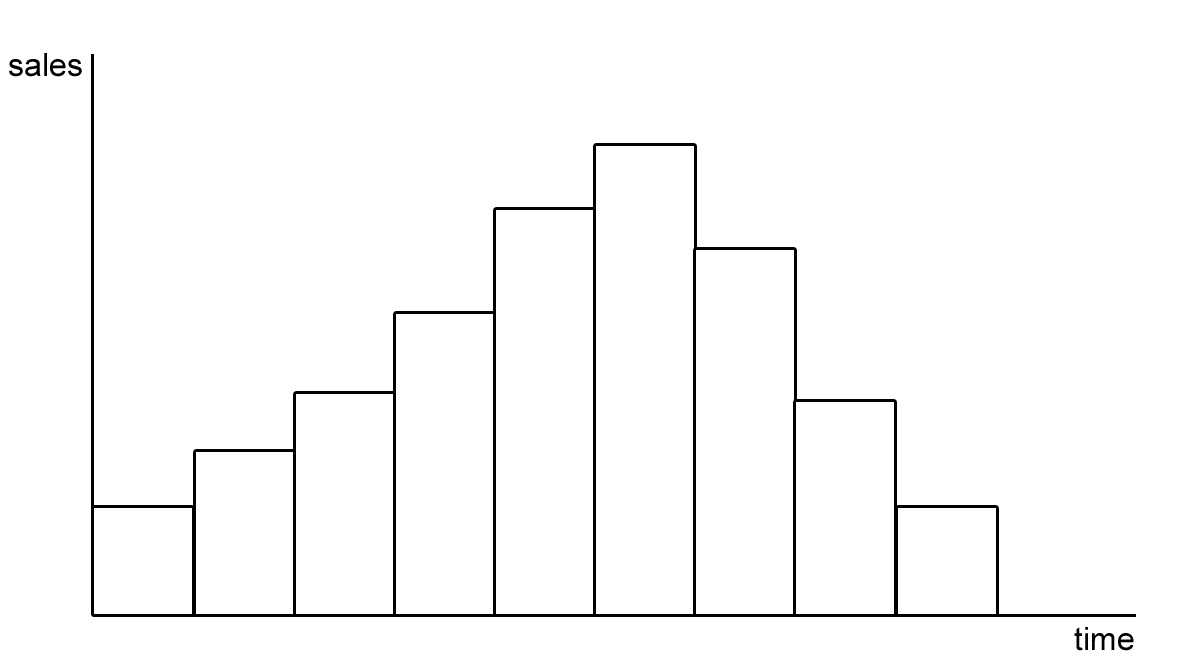
Discrete event simulation

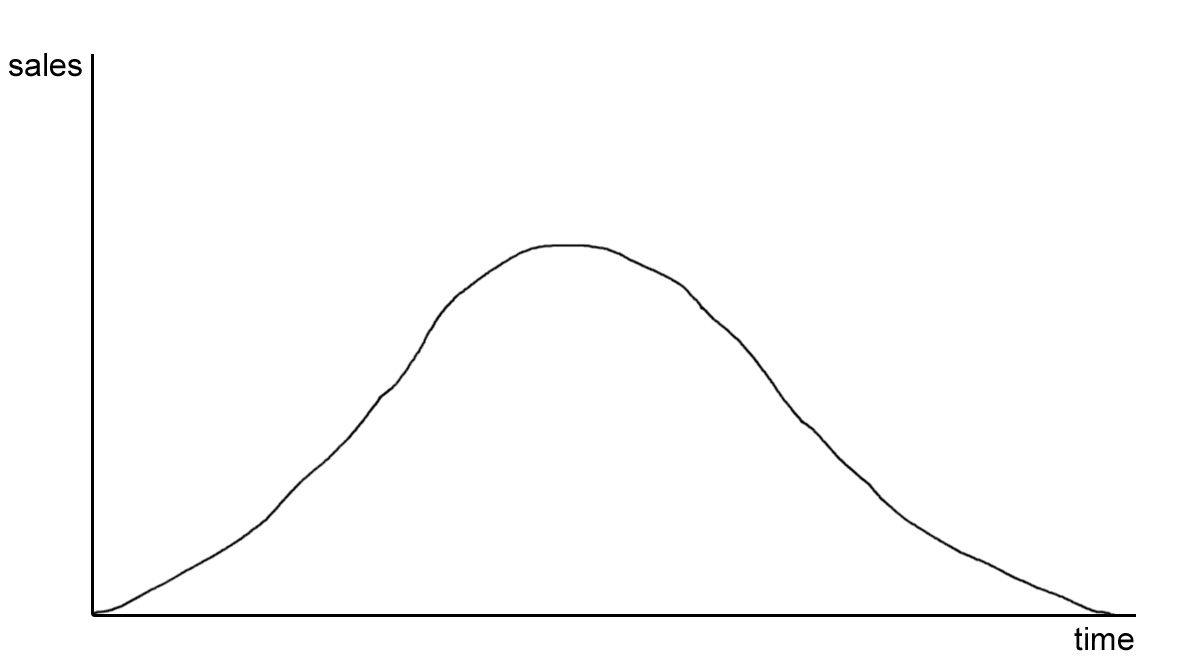
Continuous simulation

Безперервне моделювання повинно бути чітко диференційовано від дискретного і дискретно-подійного моделювання подій. Дискретне моделювання спирається на рахункові явища, такі як число осіб в групі, кількість дротиків викинуто, або число вузлів в Орієнтованому графі. Дискретне моделювання подій створює систему, яка змінює свою поведінку тільки у відповідь на певні події і моделює зміни в системі в результаті кінцевого числа подій, розподілених за часом. Безперервне моделювання застосовує неперервну функцію з використанням дійсних чисел для вираження постійно мінливої системи. Наприклад, другий закон руху Ньютона, закони руху Ньютона, F = ma це безперервне рівняння. Значення F (сила), може бути точно обчислене за будь-яких дійсних значеннях числа m (маса) і a (прискорення). Кількість комбінацій сили і прискорення нескінченні і, отже, не є дискретним (рахунковими). 
Дискретне моделювання може бути застосоване для вираження безперервного явища, але отримані в результаті моделювання результати приблизні. Безперервне моделювання може бути застосоване для представлення дискретних явищ, але отримані в результаті моделювання результати створюють сторонні або неможливі результати для деяких випадків. Наприклад, обчислення безперервним моделюванням живої популяції тварин може привести до неможливого результату 1/3 живих тварин. 
Наступний приклад продажу певного продукту з плином часу. Використання дискретно-подієвого моделювання свідчить про необхідність події, щоб змінити кількість продажів. На відміну від цього безперервне моделювання має гладкий і сталий розвиток в кількості продажів. Варто відзначити, що «кількість продажів» принципово лічильно і, отже, дискретно. Безперервне моделювання продажів передбачає можливість дрібних продажів, наприклад, 1/3 від продажу. З цієї причини, безперервне моделювання продажів не моделює реальність, але, тим не менш може зробити корисні передбачення, які відповідають прогнозам дискретного моделювання для цілих чисел продажів. 

## Концептуальна модель
Безперервні моделювання основані на наборі диференціальних рівнянь. Ці рівняння визначають особливість змінних стану, фактори навколишнього середовища, так би мовити, з системи. Ці параметри системи змінюються в безперервному режимі і тим самим змінюють стан всієї системи.
Система диференціальних рівнянь може бути сформульована у вигляді концептуальної моделі, що представляє систему на абстрактному рівні. Для того, щоб розробити концептуальну модель існує 2 підходи: 
- Дедуктивний підхід: поведінка системи виникає з фізичних законів, які можуть бути застосовані.
- Індуктивний підхід: поведінка системи виникає зі спостережуваної поведінки реального прикладу.[7]

Широко відомим прикладом для безперервного моделювання концептуальної моделі є «модель хижак/жертва»

### Модель хижак/жертва

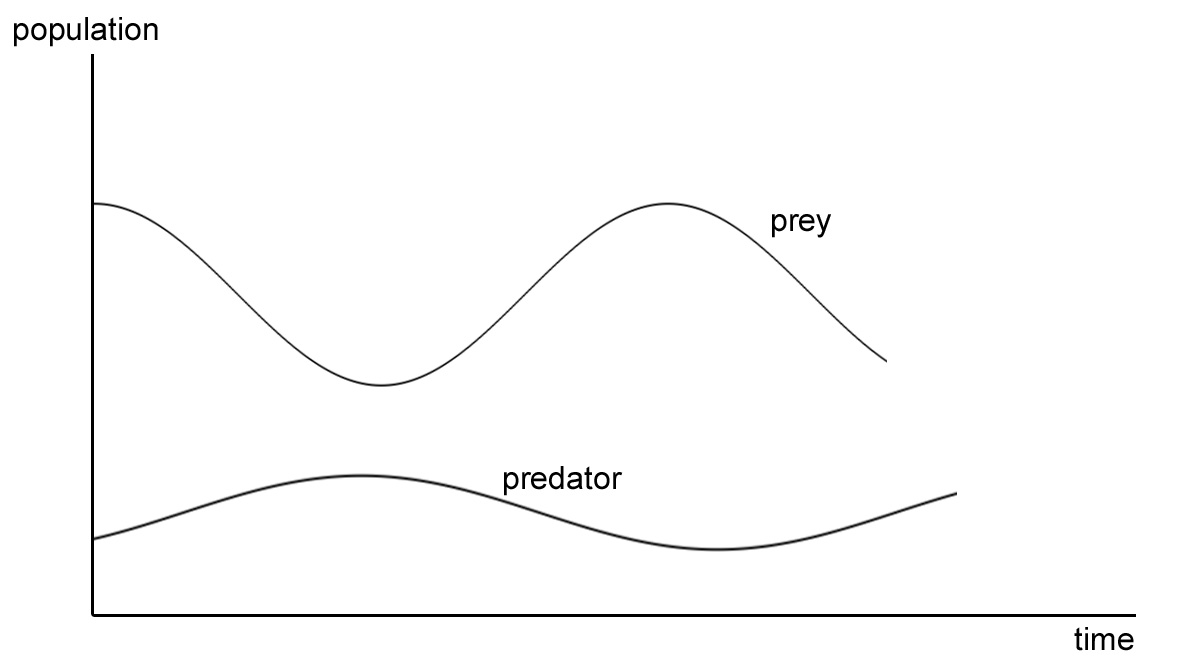
The predator/prey model

Ця модель характерна для виявлення динаміки популяцій. Поки населення жертв знаходиться на підйомі, популяція хижаків також підвищується, так як вони мають досить, щоб поїсти. Але дуже скоро населення хижаків стає занадто великим, так що полювання перевищує відтворення жертв. Це призводить до зменшення популяції жертв і, як наслідок цього, також до зменшення хижаків, оскільки вони не мають достатньо їжі, щоб прогодувати всю популяцію.
Моделювання будь-якій популяції включає підрахунок членів населення і тому принципово дискретне моделювання. Однак моделювання дискретних явищ з безперервними рівняннями часто приносить корисну інформацію. Безперервне моделювання динаміки популяцій ефективно для підгонки кривої до кінцевого набору вимірювань / точок.

## Математична теорія
При безперервному моделюванні, безперервний час відгуку фізичної системи моделюється за допомогою ЗДР, вбудованих в концептуальну модель. Час відгуку фізичної системи залежить від її початкового стану. Проблема вирішення ЗДР для даного початкового стану називається початковим завданням.
У дуже рідкісних випадках це ЗДР може бути вирішене простим аналітичним способом. Більш поширеними є ЗДР, які не мають аналітичного рішення. У цих випадках доводиться використовувати чисельні процедури апроксимації.
Два добре відомих сімейств методів розв'язання початково-крайових задач є:
- Сімейство Рунге-Кутта
- Метод Адамса.

При використанні чисельних вирішальних пристроїв необхідно враховувати наступні властивості вирішальних пристроїв: 
- стійкість методу,
- метод властивості жорсткості,
- розрив методу.
- Заключні зауваження містяться в методі і доступні користувачеві.

Ці точки мають вирішальне значення для успіху використання одного методу.

### Математичні приклади
Другий закон руху Ньютона, F=ma, є хорошим прикладом одного ЗДР безперервної системи. Методи чисельного інтегрування, такі як Рунге-Кутта, або Булірша-Штера можуть бути використані для вирішення цієї виняткової системи ЗДР.
Об'єднуючи ЗДР вирішального пристрою з чисельними операторами і методами, безперервний тренажер може бути використаний для моделювання багатьох різних фізичних явищ, таких як 
- динаміка польоту,
- робототехніка,
- автомобільні підвіски,
- гідравліка,
- електрична енергія,
- електродвигуни,
- людське дихання,
- плавлення полярної шапки,
- парові електростанції,
- кавова машина
- тощо.

Там практично немає обмежень на види фізичних явищ, які можуть бути змодельовані за допомогою системи ЗДР. Деякі системи можуть не мати всі похідні вирази, зазначені в явному вигляді на відміну від відомих входів і виходів інших ЗДР. Ці похідні терміни визначаються неявно іншими обмеженнями системи, такими, як закон Кірхгофа, що потік заряду в з'єднання має дорівнювати потоку з нього. Для вирішення цих неявних систем ЗДР повинна бути використана ітераційна схема, така як схема Ньютон-Рафсона.

## Моделювання програмного забезпечення
Щоб прискорити створення безперервного моделювання ви можете використовувати графічне програмне забезпечення, як VisSim або Simcad Pro. Програми надають варіанти інтеграції, розмір кроку, метод оптимізації, невідомі і функцію витрат, а також дозволяють умовне виконання підсистем для прискорення виконання і запобігання численних помилок для деяких областей. Таке графічне програмне забезпечення для моделювання може працювати в режимі реального часу і використовується як навчальний посібник для керівників та операторів.

## Сучасні програми
Безперервне моделювання використовується 
- Wii станціями;
- комерційними тренажерами;
- автопілотами реактивного літака;
- передовими інструментами інженерного проектування.[8]

Дійсно, велика частина сучасної технології, що ми використовуємо сьогодні були б неможливі без безперервного моделювання.